# Basabote
Basabote (nep. बासबोटे) – gaun wikas samiti we wschodniej części Nepalu w strefie Sagarmatha w dystrykcie Udayapur. Według nepalskiego spisu powszechnego z 2001 roku liczył on 447 gospodarstw domowych i 2526 mieszkańców (1275 kobiet i 1251 mężczyzn).